# Магалі-снувальник
Магалі-снувальник (Philetairus socius) — вид горобцеподібних птахів родини ткачикових (Ploceidae).

## Поширення
Вид поширений в Південній Африці. Його ареал обмежений центральною частиною Намібії та центральною частиною Калахарі (Північнокапська провінція у ПАР та південь Ботсвани). Тісно пов'язаний з посушливими саванами, характерними для південного регіону Калахарі.  Наявність жорстких трав, таких як Stipagrostis ciliata – важливим матеріалом для будівництва гнізд – є визначальним фактором його поширення. Вищі трави та пожежонебезпечність регіонів Північного та Центрального Калахарі можуть бути причиною відсутності птахів у цих регіонах.

## Підвиди
- P. s. socius (Latham, 1790) — мешкає в південній частині Калахарі;
- P. s. geminus Grote, 1922 — живе в Національному парку Етоша та північній Намібії;
- P. s. xericus Clancey, 1989 — зустрічається лише в Намібії на скелястих уступах.

Підвиди P. s. eremus і P.s. lepidus вважаються синонімами P. s. socius.

## Опис
Птах завдовжки 14 см, важить 26-32 г. Корона коричнева. Підборіддя і горло вкриті чорними пір'ям, що доходять до очей. Пір'я на шиї та боках від темно-коричневого до чорного зі світлою окантовкою, що створює брижі, які переходять від шиї до світлішої спини та крил. Щоки, груди і живіт світліші, без брижів. Забарвлення дорослих самців і самиць однакове.

## Спосіб життя

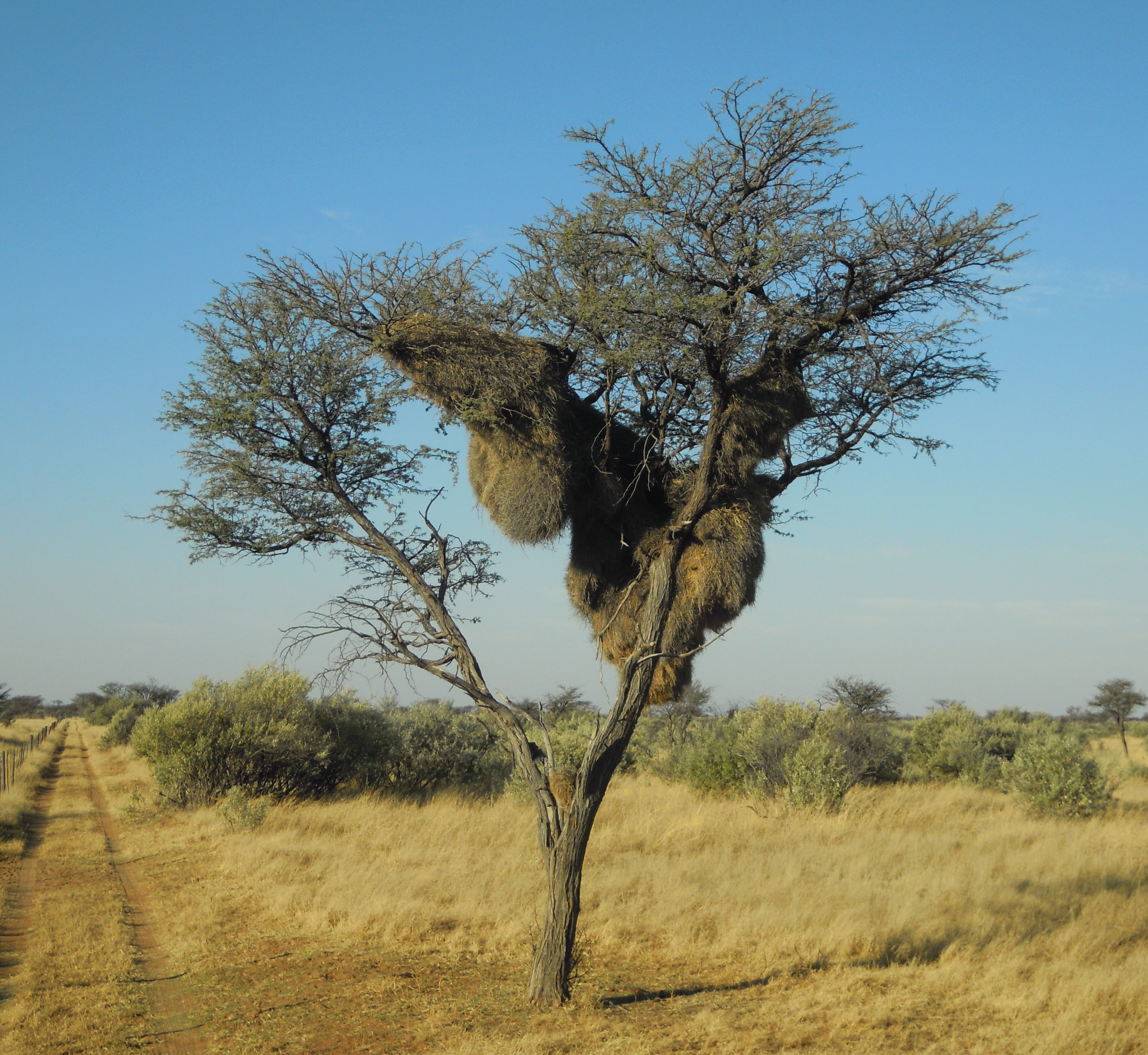
Гніздова споруда на дереві

Це переважно комахоїдні птахи, інколи харчуються насінням. Знаходячи всю необхідну воду у своїй здобичі, п'є дуже мало.
Цей вид птахів будує величезні спільні гніздові колонії, які можуть містити до 300 окремих гнізд. Ці споруди з глини та трави, які досягають 4 м у висоту та 8 м в довжину, є, мабуть, найбільшими пташиними спорудами у світі. Гнізда дуже добре структуровані та підтримують прийнятнішу температуру, ніж температура назовні. Вночі тепло підтримують центральні камери, де сплять птахи. Камери навколо гнізда використовуються вдень і дозволяють птахам залишатися в тіні.
Період розмноження починається з дощами. Самиця відкладає від 2 до 6 яєць, які висиджує 12-14 днів. Пташенята вилітають через 14-16 днів. Зазвичай пара вирощує до чотирьох виводків за сезон, але було помічено, що пара вирощує дев’ять виводків за один сезон у відповідь на загибель молодняку. Вони також можуть допомогти з доглядом за молоддю сусідських птахів та сиротами.